# ダニエル・モレイラ
ダニエル・モレイラ（Daniel Moreira, 1977年8月8日 - ）は、フランス・ノール県モブージュ(en)出身の元サッカー選手。ポジションはフォワード。ポルトガルにルーツを持つ。

## 経歴
ヴァランシエンヌFCでプロキャリアをスタート。EAギャンガンを経て、1998年にRCランスへと移籍、主力として活躍し、1999年にはリーグカップで優勝を果たした。2002年、トゥールーズFCの大型補強の目玉選手の1人として移籍、2005-2006シーズンには自身最多のリーグ15得点を記録した。2006年には550万ユーロでスタッド・レンヌに活躍の場を移すも結果を残せず、2008年にグルノーブル・フット38にレンタル移籍。
2009年にUSブローニュに移るが膝の怪我の影響により欠場を余儀なくされ、2010年12月に怪我を理由に現役を引退した。
フランス代表として3試合出場している。

## タイトル
- RCランス

リーグ・カップ 1999

## 代表歴
- フランス代表 2002-2004
  - 代表デビュー：2002年11月20日 vs セルビア代表
  - 代表通算：3試合出場 0得点